# The Beatles em Hamburgo
A formação original dos Beatles, John Lennon, Paul McCartney, George Harrison, Stuart Sutcliffe e Pete Best, se apresentou regularmente em diferentes clubes em Hamburgo, Alemanha Ocidental, durante o período de agosto de 1960 a maio de 1962; um capítulo na história do grupo que aprimorou suas habilidades de performance, ampliou sua reputação e levou à sua primeira gravação, que chamou a atenção de Brian Epstein. Em novembro e dezembro de 1962, eles tocaram com Ringo Starr na bateria.
O agente dos Beatles, Allan Williams, decidiu enviar o grupo para Hamburgo quando outro grupo que ele administrava, Derry and the Seniors, fez sucesso lá. Como não tinham um baterista fixo na época, eles recrutaram Best alguns dias antes de partirem. Depois de quebrar o contrato tocando em outro clube, Harrison foi deportado por ser menor de idade, e McCartney e Best foram presos e deportados por tentativa de incêndio criminoso.
Os Beatles conheceram Astrid Kirchherr em Hamburgo, que foi fundamental na adoção do corte de cabelo estilo Beatles. Durante o período em Hamburgo, Sutcliffe decidiu deixar o grupo para continuar seus estudos. Em abril de 1962, menos de um ano depois de deixar o grupo, ele sofreu uma hemorragia cerebral e morreu em consequência disso.

## Hamburgo na década de 1960
Hamburgo já foi o principal porto marítimo da Alemanha Ocidental, o quarto maior do mundo, mas durante a Segunda Guerra Mundial, em 1943, metade da cidade foi reduzida a escombros por bombardeios americanos e britânicos. Em 1960, quando chegaram, Hamburgo, que tinha crescido a partir das ruínas da Segunda Guerra Mundial, tinha estabelecido uma reputação em toda a Europa como uma cidade de vício e actividade criminosa.  Em contraste com a Liverpool economicamente deprimida do pós-guerra, Hamburgo era uma cidade rica.  Desde o fim da guerra, na qual Inglaterra e Alemanha eram inimigas mortais, apenas 15 anos se passaram quando essa primeira onda de músicos britânicos começou a chegar às margens do porto de Hamburgo. Tony Sheridan explicou a resistência enfrentada em casa por esses músicos quando se preparavam para embarcar para a Alemanha pela primeira vez: "Meus pais — todos os nossos pais — ficaram furiosos quando souberam que estávamos vindo para a Alemanha... Quando fui mesmo assim, parti o coração da minha mãe ao vir para a Alemanha... para o inimigo... para tocar rock and roll." 
Sheridan também refletiu sobre a época em que chegou à Alemanha, pouco mais de uma década após o fim da Segunda Guerra Mundial . Ele descreve esses adolescentes e jovens adultos que ele conheceu nessas casas noturnas de Hamburgo: "Esse era um lugar violento naquela época, porque todas as crianças da época da guerra (como eu também sou uma criança da guerra)... então as crianças alemãs da época da guerra, elas tinham problemas, problemas psicológicos e eram agressivas, muito agressivas. Esse era um lugar muito violento, as pessoas eram chutadas e agredidas, com sangue e socos... Um dia eu estava no palco [do Kaiserkeller] tocando, e alguém estava sendo morto aqui e eu simplesmente fui... levantei minhas mãos... [cobrindo meus olhos com as mãos], fechei-me e continuei tocando... Eu não vi nada [imitando tocar violão e cantar] Rock and roll, cara! ... Sendo músicos, era mais fácil permanecer vivo, sabe, porque se você tocasse, as pessoas gostavam de você, porque todo mundo gosta de música, até as pessoas más gostam de música, até os gangsters gostam de música, então tínhamos todo mundo do nosso lado." 

## Vida noturna nos clubes de Hamburgo

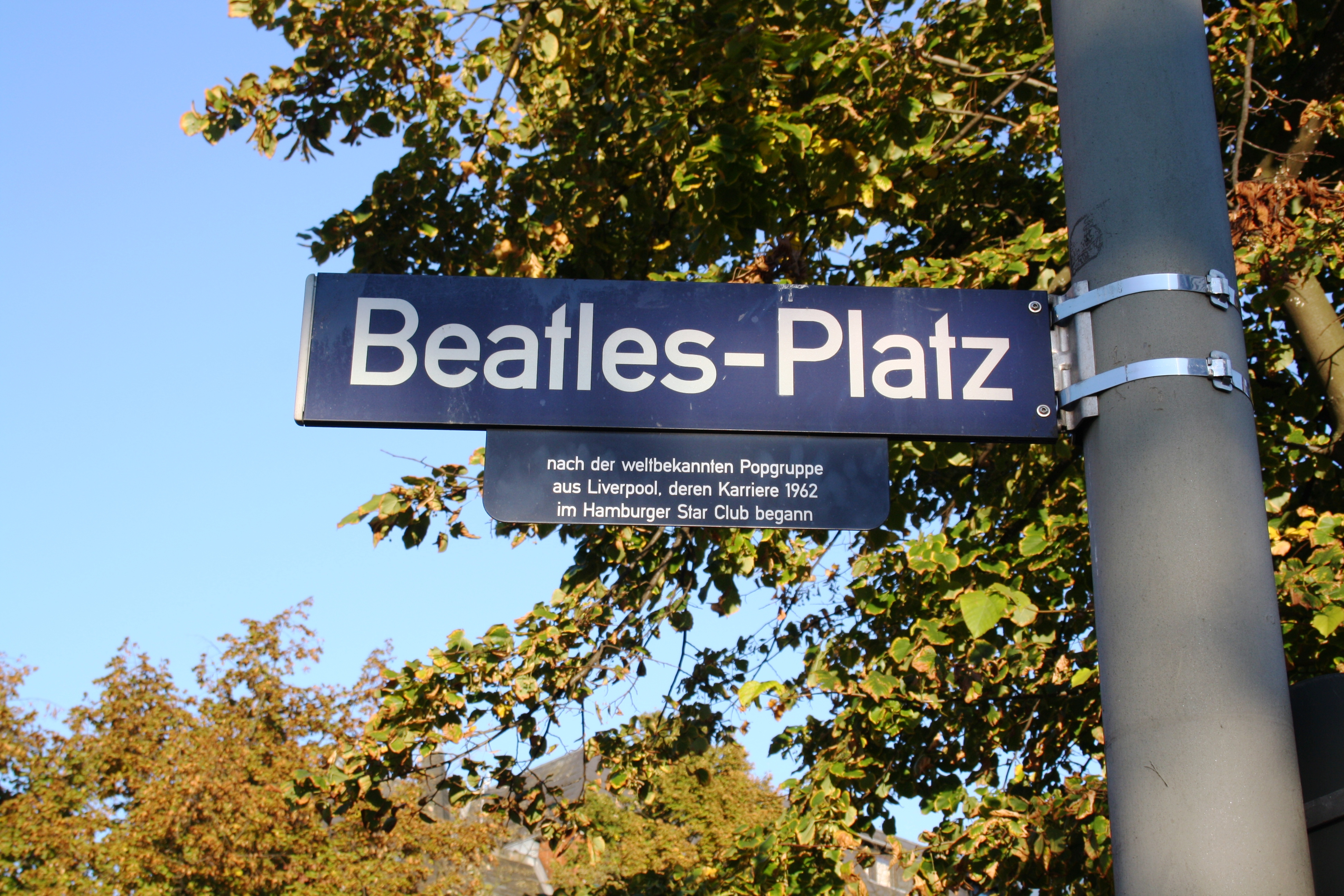
A Beatles-Platz em Hamburgo

No início da década de 1960, a cena de Hamburgo girava em torno do Kaiserkeller, Top Ten, Star-Club, Beer-Shop, Mambo, Holle, Wagabond e Pacific Hotel, além de clubes menos populares como Grannies, Ice Cream Shop, Chugs e Sacha's. A Reeperbahn e a Grosse Freiheit foram decoradas com luzes de neon e cartazes anunciando os artistas nas casas noturnas. Cada clube tinha um porteiro cuja função era atrair os clientes para dentro, pois as bebidas eram caras. 
Harrison lembrou-se da Reeperbahn e da Große Freiheit como a melhor coisa que o grupo já tinha visto, pois tinha muitas luzes de neon, clubes e restaurantes, embora também dissesse: "A área inteira estava cheia de travestis, prostitutas e gangsters, mas eu não poderia dizer que eles eram o público...  Hamburgo foi realmente como nosso aprendizado, aprendendo a tocar na frente das pessoas." 
McCartney explicou que os Beatles só tinham feito sexo com garotas de Liverpool, mas quando chegaram a Hamburgo, as únicas mulheres que frequentavam os clubes tarde da noite eram strippers, dançarinas ou prostitutas. Harrison (que tinha então apenas 17 anos) chamou Hamburgo de "a cidade mais travessa do mundo".  McCartney disse: "Quando você chegava a Hamburgo, uma namorada de lá provavelmente era uma stripper, então se envolver de repente com um artista de striptease hardcore, que obviamente sabia uma coisa ou duas sobre sexo... foi uma grande revelação."  Gerry Marsden — vocalista do Gerry & the Pacemakers — lembrou-se de visitar um bordel de Hamburgo na Herbertstrasse com Lennon: "Pagamos nosso dinheiro, entramos e sentamos. Esse cara saiu com a maior mulher que já tínhamos visto em nossas vidas. Ela parecia um ônibus com sutiã. Corremos para fora daquela porta tão rápido que não a ouvimos fechar. Eu queria voltar para pegar meu dinheiro de volta, mas John disse: 'Não, é melhor não. Pode causar problemas.'" 

### Estimulantes
A introdução dos Beatles a "Prellies" (Preludin - um sucessor de Pervitin) foi em Hamburgo.  Como o grupo teve que tocar por horas, Sheridan ofereceu-lhes Preludin, dizendo: "Aqui está algo para mantê-los acordados."  Astrid Kirchherr também forneceu Preludin a Sutcliffe e aos outros Beatles, que, quando tomado com cerveja, os fazia sentir eufóricos e ajudava a mantê-los acordados até as primeiras horas da manhã. Olhando para trás, Harrison disse que todo o grupo ficava “espumando pela boca” e às vezes ficava acordado por dias.  Lennon lembrou: "Os garçons sempre tinham essas pílulas [Preludin], então, quando viam os músicos caindo de cansaço ou de bebida, eles davam a pílula. Você podia trabalhar quase sem parar até a pílula passar, e então você tomava outra."  McCartney disse que normalmente tomava uma, mas Lennon costumava tomar quatro ou cinco. 
O uso legítimo de Preludin exigia receita médica, mas a mãe de Kirchherr conseguiu obtê-lo de um químico local que forneceu o medicamento sem fazer perguntas.  Epstein mais tarde pediu ao proprietário do Star-Club, Weissleder, que não publicasse fotografias mostrando o grupo tocando com tubos de Preludin.  Starr explicou que a Dexedrina também era abundante em Hamburgo, pois era conhecida por produzir maior vigília e concentração, em associação com diminuição da fadiga e do apetite. 

## Saindo de Liverpool
Allan Williams, um empresário e promotor de Liverpool de 29 anos, enviou seu grupo principal, Derry and the Seniors (mais tarde conhecido como Howie Casey and the Seniors),  para Hamburgo, onde estavam fazendo sucesso, e queria enviar um grupo adicional.  Inicialmente, ele tentou enviar Rory Storm e os Hurricanes, mas Storm e seu grupo estavam comprometidos com um acampamento de férias em Butlins e recusaram a oferta de Williams, assim como Gerry e os Pacemakers . Williams começou a promover concertos para os Beatles em maio de 1960, depois de terem tocado no seu clube Jacaranda em Liverpool,  e oferecido aos Beatles as reservas em Hamburgo.    Ele os reservou no clube Indra de Bruno Koschmider em Hamburgo para uma temporada de reservas começando em 12 de agosto de 1960, mas disse que não ficou impressionado com eles como um grupo musical e esperava encontrar um ato melhor para segui-los.   
Como não tinham um baterista fixo, McCartney procurou alguém para preencher a vaga, o que foi difícil, pois Lennon disse mais tarde que os bateristas eram "poucos e distantes entre si", porque um conjunto de bateria era um item caro.  Harrison viu Best tocando com os Black Jacks no The Casbah Coffee Club  (que era administrado por sua mãe, Mona Best). Ele era considerado um baterista constante, tocando o bumbo em todas as quatro batidas do compasso, o que impulsionava o ritmo,  e era conhecido em Liverpool na época como sendo "malvado, temperamental e magnífico" pelas fãs,  o que convenceu McCartney de que ele seria bom para o grupo.  Após a separação dos Black Jacks, McCartney pediu a Best que fosse para Hamburgo, dizendo-lhe que ganhariam £ 15 por semana cada.   Best teve a oportunidade de ir para uma faculdade de formação de professores, pois havia passado nos exames escolares, ao contrário de Lennon, McCartney e Harrison, que haviam sido reprovados na maioria dos seus, mas decidiram que tocar em Hamburgo seria uma melhor opção de carreira. 
O bairro de St. Pauli em Hamburgo, onde ficava o clube Indra, era conhecido como um distrito da luz vermelha onde se encontravam prostitutas e era um lugar perigoso para qualquer pessoa que parecesse diferente da clientela habitual.  O pai de McCartney, Jim McCartney, estava relutante em deixar seu filho adolescente ir para Hamburgo,  mas cedeu após uma visita de Williams, que lhe disse que ele "não deveria se preocupar".   A tia de Lennon, Mimi Smith, também estava relutante em permitir que Lennon fosse para Hamburgo, querendo que Lennon continuasse seus estudos, mas Lennon a apaziguou exagerando o valor que ganharia.  Best fez uma audição no clube Jacaranda de Williams em 15 de agosto de 1960,  e viajou para Hamburgo no dia seguinte como membro do grupo.   Williams admitiu mais tarde que a audição com Best não era necessária, pois eles não encontraram nenhum outro baterista disposto a viajar para Hamburgo, mas não contou a Best caso ele pedisse mais dinheiro.  O grupo receberia cerca de £ 100 por semana, o que era muito mais do que os promotores de Liverpool pagavam. Williams conduziu o grupo e seu equipamento em seu microônibus Austin J4  que foi carregado por guindaste em uma balsa em Harwich em 16 de agosto de 1960 e desembarcou em Hook of Holland.
Todos os cinco Beatles, Williams e sua esposa Beryl, seu irmão Barry Chang e "Lord Woodbine" estavam na minivan, junto com Georg Sterner (tradutor e futuro garçom de Koschmider),  totalizando dez pessoas, o que resultou em uma viagem desconfortável e perigosa.  Como Williams não obteve autorização de trabalho alemã, eles foram detidos em Harwich por cinco horas.  Williams finalmente convenceu as autoridades de que eram estudantes de férias,    embora as autorizações de trabalho tenham sido obtidas mais tarde após a sua chegada a Hamburgo. 

## Indra Club

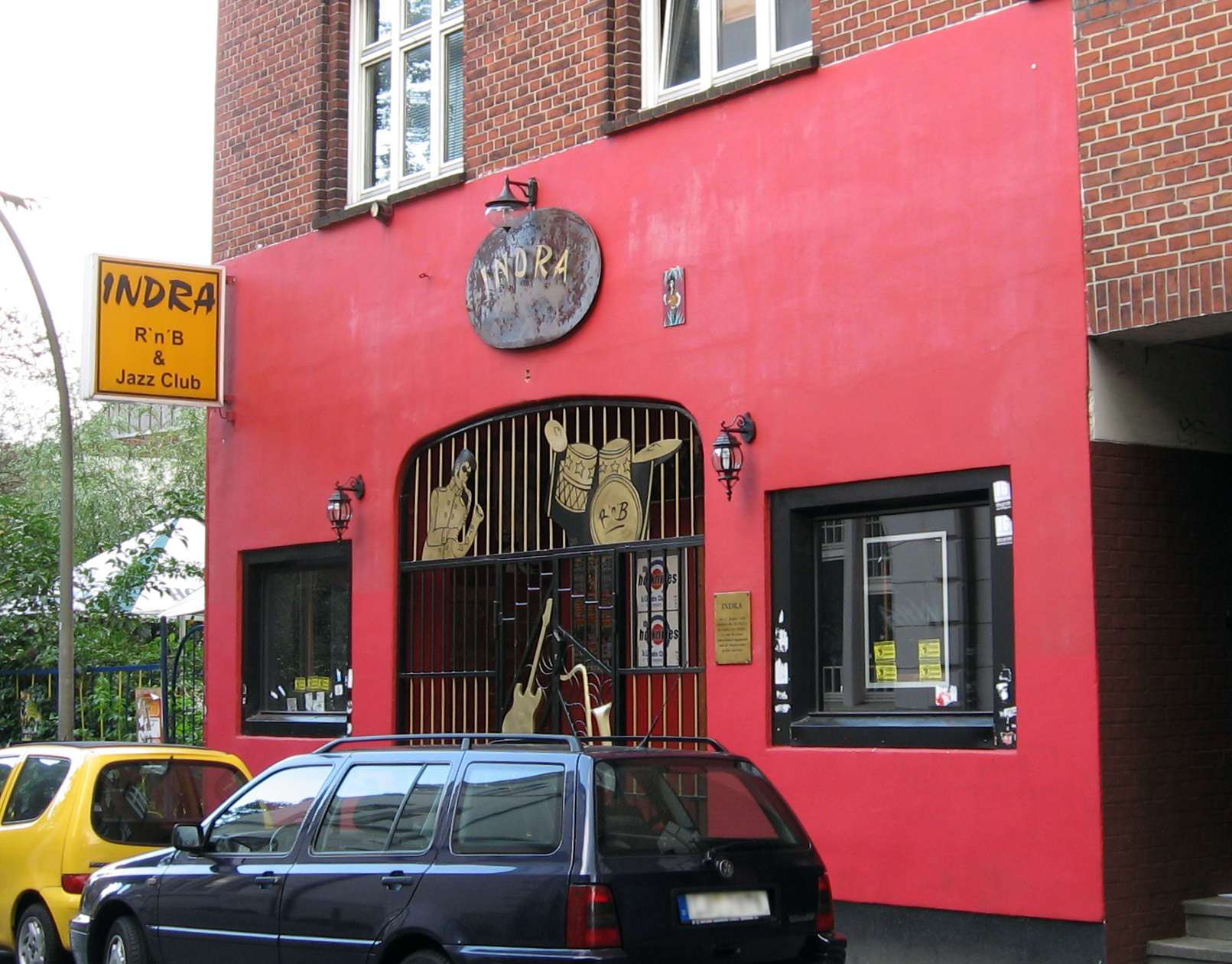
O Indra Club, onde os Beatles tocaram pela primeira vez ao chegarem a Hamburgo, conforme sua aparência em 2007.

Os Beatles chegaram bem cedo na manhã de 17 de agosto de 1960 e seguiram para a área de St. Pauli, em Hamburgo.  O Indra Club (64 Große Freiheit)  estava fechado, então um gerente de um clube vizinho encontrou alguém para abri-lo, e o grupo dormiu nos assentos de couro vermelho nas alcovas.  O grupo tocou no clube na mesma noite, mas foi informado que poderia dormir no depósito do Bambi Kino (um pequeno cinema), que estava frio e em péssimas condições  (33 Paul-Roosen Straße). 
McCartney disse mais tarde: "Nós morávamos nos bastidores do Bambi Kino, ao lado dos banheiros, e você sempre podia sentir o cheiro deles. O quarto era um antigo depósito, e havia apenas paredes de concreto e nada mais. Sem aquecimento, sem papel de parede, nem uma camada de tinta; e dois conjuntos de beliches, com poucas cobertas — bandeiras Union Jack — nós congelávamos."  Lennon lembrou: "Fomos colocados neste chiqueiro. Estávamos morando em um banheiro, bem ao lado do banheiro feminino. Íamos dormir tarde e acordávamos no dia seguinte com o som do cinema e velhas fraus [mulheres] alemãs mijando na porta ao lado."  Depois de serem acordados dessa maneira, o grupo era obrigado a usar água fria dos mictórios para se lavar e fazer a barba.  Eles recebiam £ 2,50 cada um por dia, sete dias por semana, tocando das 8h30 às 9h30, das 10h às 11h, das 11h30 às 12h30 e terminando a noite tocando da uma às duas da manhã.  Os clientes alemães acharam o nome do grupo cômico, já que "Beatles" soava como em baixo-alemão: Piedel, que é uma palavra infantil para pênis. 
Pete Best lembrava-se do Indra como um lugar deprimente, cheio de poucos turistas, com cortinas pesadas, velhas e vermelhas que o faziam parecer decadente em comparação com o maior Kaiserkeller, um clube também de propriedade de Koschmider e localizado nas proximidades, no número 36 da Große Freiheit. 

## Kaiserkeller
Após o encerramento do Indra devido a reclamações sobre o barulho, os Beatles tocaram no Kaiserkeller, a partir de 4 de outubro de 1960.   O seu calendário de jogos no Kaiserkeller permaneceu o mesmo que no Indra.  Lennon disse: "Tínhamos que tocar por horas e horas a fio. Cada música durava vinte minutos e tinha vinte solos. Foi isso que melhorou a execução. Não havia ninguém de quem copiar. Tocávamos o que mais gostávamos e os alemães gostavam, desde que fosse alto."  Os Beatles estavam acostumados a simplesmente ficar parados quando se apresentavam em Liverpool, mas Koschmider vinha para a frente do palco e gritava alto "Mach Schau, mach Schau!" ("faça [um] show" ou, mais idiomaticamente, "dê um show" para os clientes). Harrison explicou que isso levou Lennon a "dançar como um gorila, e todos nós batíamos nossas cabeças juntos".  Ao relembrar as duras condições que eles suportaram, se apresentando 8 horas por dia, com pouco dinheiro para o salário e às vezes dormindo em alojamentos apertados e miseráveis, tudo o que eles tiveram que suportar pelo amor ao Rock and Roll, Tony Sheridan destacou com um sorriso: "Éramos como escravos". 
Como Best foi o único a ter aulas de alemão de nível básico na escola, ele conseguiu se comunicar com Koschmider e a clientela melhor do que o resto do grupo,  e foi convidado a cantar um número especial chamado "Peppermint Twist" (enquanto McCartney tocava bateria), mas Best reclamou que sempre se sentia desconfortável em ficar na frente do palco.  Willie Limpinski, gerente comercial de Koschmider, decidiu que o clube atrairia mais clientes se apresentasse música ao vivo continuamente. 
Williams alertou os Beatles sobre a competição que enfrentariam ao tocar no mesmo clube que The Hurricanes (com o futuro Beatle Ringo Starr na bateria), dizendo: "É melhor vocês se prepararem porque Rory Storm e os Hurricanes estão chegando, e vocês sabem o quão bons eles são. Eles vão acabar com vocês por seis."  No início de outubro de 1960, Storm e os Hurricanes estavam livres para viajar para Hamburgo, substituindo Derry e os Seniors no Kaiserkeller. Eles chegaram a Hamburgo em 1º de outubro de 1960, tendo negociado um salário maior do que o dos Seniors ou dos Beatles.  Eles tocavam cinco ou seis sets de 90 minutos todos os dias, alternando com os Beatles.   Eles ficaram horrorizados com as condições de vida que os Beatles e outros grupos como Howie Casey and the Seniors (que dormiam em um quarto nos fundos do Kaiserkeller) tiveram que suportar,  então eles se hospedaram no Seamens' Mission de Hamburgo. 
Horst Fascher (nascido em 1936, Hamburgo) era o segurança da boate de Koschmider, que havia sido campeão de boxe peso-pena da Alemanha Ocidental em 1959, mas sua carreira foi interrompida depois que ele matou involuntariamente um marinheiro em uma briga de rua. Mais tarde, ele se tornou amigo dos Beatles e os protegeu de clientes bêbados.  O irmão de Fascher, Fred, cantou os vocais principais com o grupo em "Be Bop A Lula", enquanto ele cantou com eles em "Hallelujah I Love Her So", e sua aliança com os Beatles continuou, pois mais tarde ele foi trabalhar no Star-Club. 

### Conduta desordeira de Lennon no palco
Lennon ocasionalmente urinava pela janela de seu apartamento para a rua abaixo, e frequentemente começava discussões com o público, de modo que um membro da plateia eventualmente subia no palco para bater nele, mas era trabalho de Fascher proteger Lennon e o grupo. Em algumas ocasiões, garrafas de cerveja foram atiradas contra eles. 
Fascher lembrou-se de Lennon frequentemente cumprimentando o público com um "Heil Hitler",  e uma saudação nazista: "Ele pegava um pente preto e fingia que era um bigode... as pessoas riam." 
Astrid Kirchherr lembrou que Lennon fazia comentários sarcásticos no palco, dizendo "You Krauts, we won the war", sabendo que muito poucos alemães na plateia falavam inglês, mas os marinheiros dos países de língua inglesa presentes caíam na gargalhada). 
Lennon não estava presente em uma apresentação certa noite, e Fascher o encontrou no banheiro com uma mulher. Ele interrompeu a discussão com um balde de água fria que jogou sobre os dois e ordenou que Lennon subisse ao palco. Lennon ficou furioso e reclamou que não podia subir no palco todo molhado. Fascher retrucou: "Eu não dou a mínima, você vai subir no palco e eu não me importo se você fizer isso pelado." Pouco tempo depois, a plateia estava morrendo de rir. Fascher correu para ver o que estava acontecendo e viu Lennon tocando violão, mas vestindo apenas cuecas e com um assento de vaso sanitário pendurado no pescoço.  (Epstein mais tarde pediu ao jornalista de Liverpool, Bill Harry, que não publicasse fotos mostrando Lennon caminhando pela Reeperbahn de cueca). 

### Melhoria das habilidades de desempenho
Segundo McCartney, Sutcliffe era um "típico estudante de arte", com pele ruim e espinhas, mas sua reputação cresceu depois que ele começou a usar calças justas e óculos escuros Ray-Ban.  O ponto alto de Sutcliffe foi cantar "Love Me Tender". Lennon também começou a criticar Sutcliffe; fazendo piadas sobre o tamanho e a forma de tocar de Sutcliffe.  Embora Sutcliffe seja frequentemente descrito nas biografias dos Beatles como alguém que parecia muito desconfortável no palco e frequentemente tocava de costas para o público, Best nega isso, lembrando-se de Sutcliffe como geralmente bem-humorado e "animado" diante do público. 
Os Beatles melhoraram constantemente durante seu tempo em Hamburgo, e isso foi notado por outros músicos que estavam lá na época. McCartney lembrou: "Nós ficamos cada vez melhores e outros grupos começaram a vir nos assistir. O prêmio dos prêmios era quando [Tony] Sheridan vinha do Top Ten (o grande clube onde aspirávamos ir) ou quando Rory Storm ou Ringo [Starr] ficavam por perto para nos assistir. 'What'd I Say' era sempre a que realmente os pegava."  A música era frequentemente tocada pelo grupo, uma vez sendo tocada por 90 minutos sem parar, com os membros do grupo saindo do palco para se lavar e beber antes de retornar.  Sutcliffe escreveu uma carta à sua mãe dizendo: "Melhoramos mil vezes desde a nossa chegada e Allan Williams, que está aqui neste momento, diz-nos que não há nenhum grupo em Liverpool que nos possa superar." 
Sheridan explicou isso com estas palavras: "É claro que estávamos apenas copiando [a música de outras pessoas] no começo, você sabe, nós ouvíamos o disco e copiávamos o que ouvíamos tocando no palco novamente, reproduzindo e não sendo originais. (...) Mas havia alguns de nós que queriam fazer mais do que isso, então colocamos alguns acordes estranhos e tocávamos de forma diferente a cada vez; qualquer música que fazíamos, tocávamos de forma diferente, então esta versão de My Bonnie que você ouve no disco com os Beatles, foi apenas uma das duas ou três que fizemos no estúdio... as outras se foram, elas estavam perdidas. Então nunca fizemos a mesma música duas vezes, e isso nos impediu de cair no tédio. (...) Depois de um tempo, descobri que o público alemão não se importava se mudássemos algumas coisas, se mudássemos alguns acordes, cantávamos de uma maneira diferente e, claro, costumávamos tocar uma música, não dois minutos e 25 segundos, mas costumávamos tocar uma música, às vezes com 15 minutos de duração e em 15 minutos você pode fazer muita coisa com uma música como "What'd I Say", então estávamos mudando a música, estávamos fazendo isso de propósito - não foi um acidente, descobrimos que você pode fazer algo original e autêntico de uma música antiga, fazendo suas próprias coisas e colocando sua própria energia nisso, sua própria criatividade e sendo inovador ao mesmo tempo, e é claro que você não fica entediado dessa forma depois de tocar oito horas por noite durante meses a fio." 
No sábado, 15 de outubro de 1960, Williams organizou uma sessão de gravação para Lou Walters (dos Hurricanes) no Akustik Studio, uma pequena cabine no quinto andar do 57 Kirchenallee (The Klockmann-House).   Williams pediu a Lennon, McCartney e Harrison para tocar e cantar harmonias na gravação.  Best estava na cidade comprando baquetas, então Starr, o baterista dos Hurricanes, tocou bateria. Esta foi a primeira vez que Lennon, McCartney, Harrison e Starr gravaram juntos.  Eles gravaram três músicas: "Fever", " September Song" e "Summertime". 

## Top Ten Club

### Residência curta e deportação

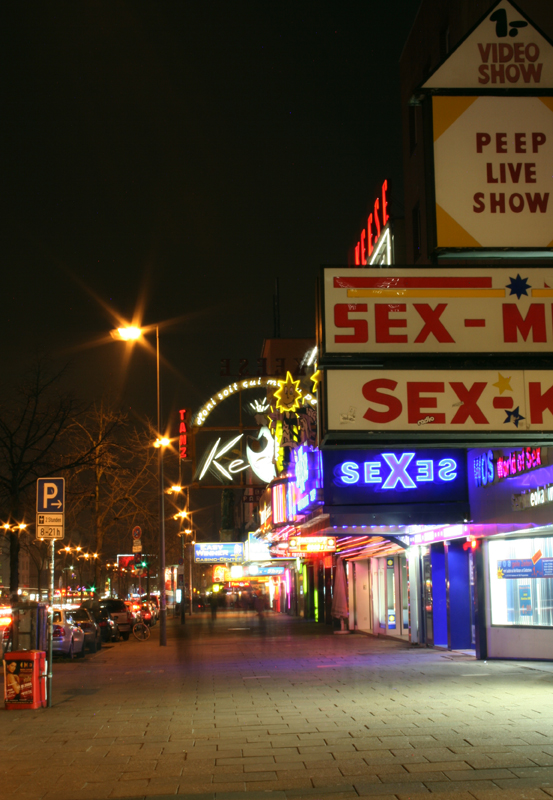
A Reeperbahn

O clube Top Ten foi inaugurado em 31 de outubro de 1960 por Peter Eckhorn,  e era operado por Iain Hines, que era um organista que se tornou membro da banda de Tony Sheridan, The Jets. 
Tony Sheridan, mais tarde, lembrou das condições de vida no clube: "John, George, Paul, Stuart, Pete e eu fomos contratados para abrir o Top Ten inteligente na Reeperbahn. Nós nos mudamos para um dormitório sobre o clube e dormíamos em beliches. Era realmente terrível, agora que olho para trás. Todos nós lavávamos nossas próprias camisas e meias, então o lugar cheirava a lavanderia chinesa. Mas nos divertíamos muito e temo que costumávamos provocar a vida da velha senhora que [cuidava] de nós". 
Os Beatles, que até 31 de dezembro de 1960 estavam sob contrato com Bruno Koschmider, o dono do Kaiserkeller, frequentemente visitavam o Top Ten Club, onde Tony Sheridan se apresentava com seus Jets . Eles também tocavam juntos ocasionalmente, o que Bruno Koschmider descobriu. No final de outubro de 1960, os Beatles deixaram o clube de Koschmider para trabalhar no Top Ten Club,  quando Eckhorn ofereceu ao grupo mais dinheiro, um sistema de som melhor (com reverb e eco)  e um lugar um pouco melhor para dormir (acima do próprio clube), embora ao fazer isso o grupo tenha quebrado seu contrato com Koschmider.   Koschmider então denunciou Harrison por trabalhar abaixo do limite de idade legal (embora ele estivesse trabalhando no clube de Koschmider) porque aos 17 anos ele era muito jovem para trabalhar em uma boate depois da meia-noite.    Em 21 de novembro de 1960, Harrison foi deportado de volta para a Inglaterra. Presume-se que foi Bruno Koschmider quem avisou a polícia porque estava irritado com a infidelidade dos Beatles e queria mudar para o Top Ten Club. Consequentemente, Harrison teve que retornar a Liverpool.   
Quando Best e McCartney voltaram ao Bambi Kino para pegar seus pertences, encontraram o lugar quase totalmente escuro. Como uma afronta a Koschmider, McCartney e Best encontraram um preservativo na bagagem, prenderam-no a um prego na parede de concreto do quarto e atearam fogo para ter luz para reunir seus pertences.  Não houve danos reais, mas Koschmider denunciou ambos e, em 29 de novembro de 1960, Paul McCartney e Pete Best foram presos por tentativa de incêndio criminoso. McCartney: "Uma noite, estávamos caminhando pela Reeperbahn, quando ouvimos este 'ta-ti-ti-ta', e então 'Komm mit mir!' ('Venha comigo!')".  Best e McCartney passaram três horas na Delegacia de Polícia de Davidwache e foram deportados em 1º de dezembro de 1960.  A autorização de trabalho de Lennon foi revogada alguns dias depois e ele voltou para casa de trem, mas como Sutcliffe estava resfriado, ele ficou em Hamburgo.  Mais tarde, Sutcliffe pediu dinheiro emprestado a Kirchherr (sua namorada alemã) para a passagem aérea de volta a Liverpool no início de janeiro de 1961.  De volta a Liverpool, ninguém entrou em contato durante duas semanas, mas Best e sua mãe fizeram vários telefonemas para Hamburgo para recuperar o equipamento do grupo. 

### Retorno a Liverpool, curta residência na Casbah
De volta a Liverpool, o grupo fez um show em 17 de dezembro de 1960, no Casbah Coffee Club, com Chas Newby substituindo Sutcliffe,  tocando baixo com eles em quatro shows.   Newby ficou chocado com a grande melhora em sua forma de tocar e cantar após a residência em Hamburgo, e ficou impressionado com o quão poderosa a bateria de Best estava agora, levando o grupo a tocar mais forte e mais alto.  (Foi provavelmente devido a McCartney que Best desenvolveu um estilo de tocar bateria alto, já que ele costumava dizer a Best em Hamburgo para "Crank it up" = tocar o mais alto possível). 

### Retorno ao Top Ten
Depois que Harrison completou 18 anos e os problemas de imigração foram resolvidos, os Beatles retornaram a Hamburgo para uma segunda residência no Top Ten Club, tocando de 27 de março a 2 de julho de 1961. Para garantir o seu regresso, Eckhorn pagou DM 158 às autoridades alemãs, que foi o custo da deportação de McCartney e Best de volta para Liverpool no inverno anterior. 
Os Beatles se apresentaram novamente no Top Ten Club com Tony Sheridan de 1º de abril a 1º de julho de 1961; juntos, eles se apresentaram lá por 92 noites consecutivas. Eles tocariam um total de 503 horas no palco,  tocando sete horas por noite e oito horas nos fins de semana, com uma pausa de quinze minutos a cada hora.  Cada membro dos Beatles receberia 35 marcos alemães. 
Sutcliffe decidiu deixar os Beatles para se concentrar em seus estudos de arte e ficar com Kirchherr, então McCartney (sem querer) assumiu como baixista do grupo.  Sutcliffe mais tarde matriculou-se no Hamburg College of Art sob a tutela do artista pop Eduardo Paolozzi.  Sutcliffe emprestou a McCartney seu baixo Höfner President modelo 500/5, mas pediu a McCartney que não trocasse as cordas, então McCartney teve que tocá-lo com as cordas dispostas ao contrário, até que pudesse comprar um baixo Höfner especialmente feito para canhotos.     McCartney comprou seu primeiro baixo Höfner Violin (modelo 500/1) na Steinway-Haus Music Store (Colonnaden 29) por £ 30 (equivalente a £ 800 em 2025);  ele não podia comprar um Fender, pois custava cerca de £ 100 (equivalente a £ 2,800 em 2025).   Lennon comprou uma guitarra Rickenbacker 325 Capri de 1958 antes da saída de Sutcliffe e Harrison comprou um amplificador Gibson. 
As jaquetas lilases combinando, feitas pelo vizinho de McCartney em Liverpool para serem usadas como roupas de palco, logo ficaram surradas, assim como qualquer outra peça de roupa,  então o grupo comprou botas de cowboy, jeans e jaquetas e calças de couro pretas, na Paul Hundertmark's (Spielbudenplatz 9) e em uma alfaiataria na Thadenstrasse 6.  Lennon disse: "Tínhamos um pouco mais de dinheiro na segunda vez, então compramos calças de couro... parecíamos quatro Gene Vincents." 

## Star-Club
Em 13 de abril de 1962, os Beatles foram contratados como banda de abertura para a inauguração de um novo clube. O Star-Club, inaugurado por Manfred Weissleder, tinha capacidade para duas mil pessoas, além de assentos em estilo de cinema.  Quando os Beatles foram contratados para tocar lá, Neil Aspinall deixou seu emprego para se tornar o empresário permanente dos Beatles, pois ganhava mais dinheiro dirigindo-os do que como contador.  Os Beatles retornaram a Hamburgo de avião para tocar de 13 de abril a 31 de maio de 1962.  Ao chegarem, foram informados da morte de Sutcliffe. 

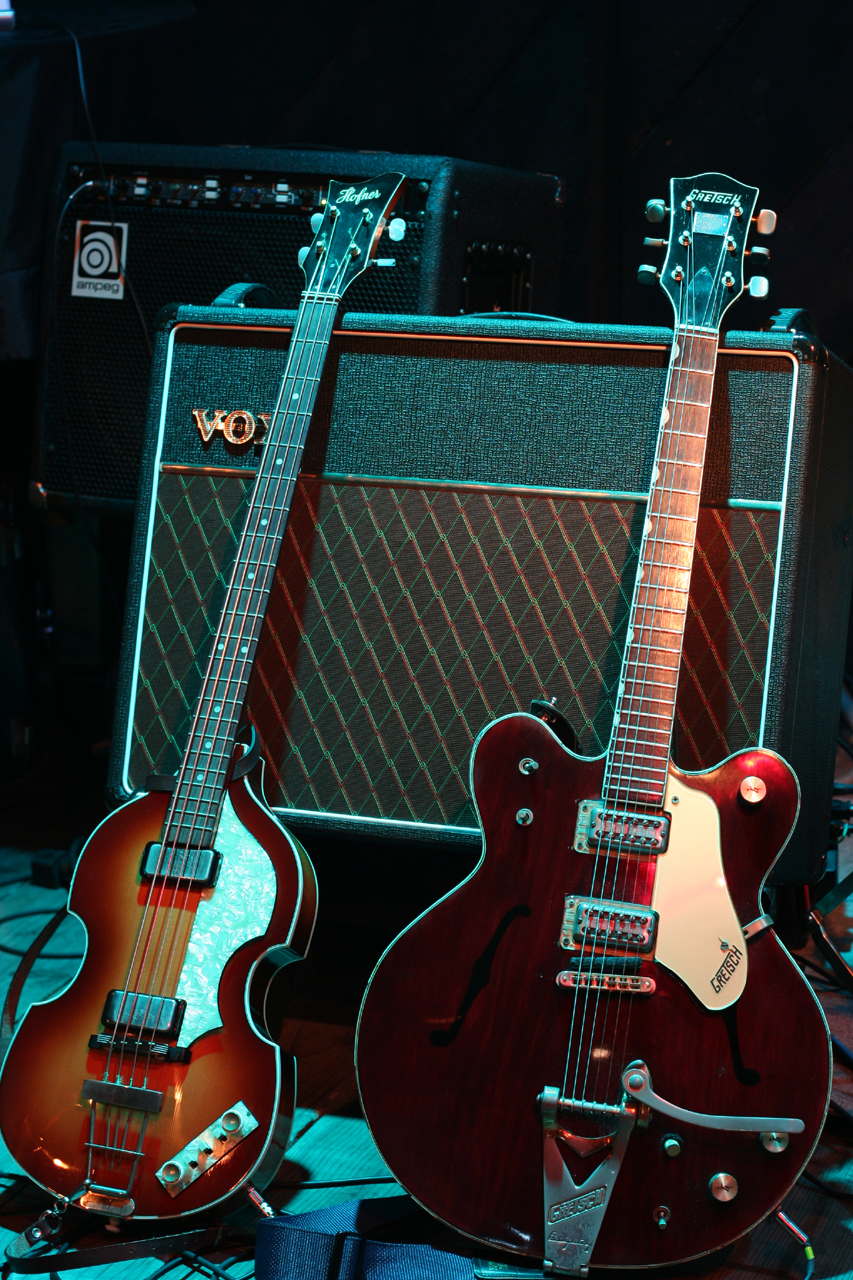
Réplicas do baixo Höfner de McCartney e da guitarra Gretsch de Harrison encostadas em um Vox AC30

Na época de sua segunda visita ao Star-Club, de 1 a 14 de novembro de 1962, Starr já havia se tornado o baterista do grupo. Os Beatles ficaram no Hotel Germania (Detlev-Bremer-Strasse 8), tendo o luxo de quartos individuais pela primeira vez, e depois ficaram no Hotel Pacific (Neuer Pferdemarkt 30) para outra reserva de 18 a 31 de dezembro de 1962.  Harrison disse: "Voltamos para tocar no Star-Club, um lugar grande e fantástico porque tinha um ótimo sistema de som. Desta vez, tínhamos um hotel. Lembro que era uma longa caminhada do clube, no topo da Reeperbahn, voltando para a cidade."  Partes de suas apresentações finais foram gravadas com um gravador portátil por um associado de Ted "King Size" Taylor do Dominoes, outro grupo que tocava no clube. As fitas foram lançadas pela gravadora Bellaphon da Alemanha Ocidental em 1977 como The Beatles: Live! at the Star-Club in Hamburg, Germany; 1962, e posteriormente relançado em vários formatos e títulos. 
O repertório do Star-Club (com o vocalista principal entre parênteses): 
- "I Saw Her Standing There " (McCartney)
- "Roll Over Beethoven" (Harrison)
- "Hippy Hippy Shake" (McCartney)
- "Sweet Little Sixteen" (Lennon)
- "Lend Me Your Comb" (Lennon)
- "Your Feet's Too Big" (McCartney
- "Red Sails in the Sunset" (McCartney)
- "Everybody's Trying to Be My Baby" (Harrison)
- "Matchbox" (Lennon)
- "Talkin' 'bout You" (Lennon)
- "Shimmy Shimmy" (McCartney)
- "Long Tall Sally" (McCartney)
- "I Remember You" (McCartney)
- "I'm Gonna Sit Right Down and Cry (Over You)" (Lennon)
- "Where Have You Been All My Life" (Lennon)
- "Twist and Shout" (Lennon)
- "Mr. Moonlight" (Lennon)
- "A Taste of Honey" (McCartney) "
- Besame Mucho" (McCartney)
- "Reminiscing" (Harrison)
- "Kansas City" (McCartney)
- "Nothin' Shakin' But the Leaves on a Tree" (Harrison)
- "To Know Her is to Love Her" (Harrison ou Lennon)
- "Little Queenie " (McCartney)
- "Falling in Love Again" (McCartney)
- "Ask Me Why" (Lennon)
- "Hallelujah I Love Her So" (empresário do clube Horst Fascher)
- "Be-Bop-A-Lula " (Fred Fascher, irmão de Horst)
- "Till There Was You" (McCartney)
- "Sheila" (Harrison) [129]

## Lançamento de disco
A primeira gravação dos Beatles lançada foi o single "My Bonnie", feito em Hamburgo com Tony Sheridan, que também tinha residência no clube Top Ten. Ele recrutou a banda para atuar como seu grupo de apoio em uma série de gravações para a gravadora Polydor Records da Alemanha Ocidental,  as faixas produzidas pelo líder da banda Bert Kaempfert.  Em 22 de junho de 1961, Sheridan e os Beatles dirigiram até Hamburg-Harburg (cerca de 30 minutos de Hamburgo) até o Friedrich-Ebert-Halle (auditório/salão) e receberam 330 marcos alemães (cerca de US$ 75) pela gravação. Kaempfert assinou com o grupo um contrato de um ano com a Polydor  na primeira sessão em 22 de junho de 1961. Houve sessões de gravação subsequentes em 23 de junho e em maio de 1962. 
Em 31 de outubro de 1961, a Polydor lançou "My Bonnie" (Mein Herz ist bei dir nur), aparecendo nas paradas da Alemanha Ocidental sob o nome de "Tony Sheridan and the Beat Brothers" - um nome genérico usado para quem quer que estivesse no grupo de apoio de Sheridan.  McCartney explicou mais tarde: "Eles não gostaram do nosso nome e disseram: 'Mudem para Beat Brothers, isso é mais compreensível para o público alemão'. Nós concordamos... era um disco."  A música foi lançada mais tarde no Reino Unido, em 5 de janeiro de 1962.   Algumas cópias também foram prensadas pela gravadora americana Decca Records. 

## Associados e círculo social
Astrid Kirchherr, Klaus Voormann e Jürgen Vollmer se tornaram fãs dos Beatles depois de ouvirem o grupo tocar no Kaiserkeller. Kirchherr, a namorada de Voormann, ficou inicialmente horrorizada com a ideia de passar algum tempo em um bairro tão sórdido, mas Voormann, depois de assistir aos Beatles várias vezes sem ela, acabou persuadindo-a a ir também.  Depois de terem ouvido apenas jazz tradicional, The Platters e Nat King Cole, o Rock n' Roll que os Beatles tocavam era totalmente novo para eles.   Os três amigos visitavam o Kaiserkeller quase todas as noites, chegando às 9 horas e sentando-se na frente do palco.  Kirchherr, então com 22 anos, disse mais tarde: "Era como um carrossel na minha cabeça, eles pareciam absolutamente surpreendentes... Minha vida inteira mudou em alguns minutos. Tudo o que eu queria era estar com eles e conhecê-los."  Sutcliffe ficou fascinado por Kirchherr e Harry escreveu mais tarde que quando Kirchherr entrava, todas as cabeças imediatamente se viravam para ela.  Sutcliffe escreveu a um amigo que mal conseguia tirar os olhos dela quando ela entrou no clube e tentou falar com ela no intervalo seguinte, mas ela já tinha ido embora. 
Kirchherr perguntou aos Beatles se eles se importariam em deixá-la tirar fotos deles em uma sessão de fotos, o que os impressionou, já que outros grupos só tinham fotos tiradas por amigos. Na manhã seguinte, Kirchherr tirou fotos em um parque de diversões chamado "Der Dom", que ficava perto da Reeperbahn.   Kirchherr começou a namorar Sutcliffe e eles ficaram noivos em novembro de 1960.  
Kirchherr é creditada como a inventora do corte de cabelo moptop dos Beatles, embora ela pessoalmente discordasse.  Em 1995, ela disse à BBC Radio Merseyside: "Todos os meus amigos na escola de arte costumavam andar por aí com esse tipo de corte de cabelo que vocês chamam de Beatles, e meu namorado na época, Klaus Voormann, tinha esse penteado, e Stuart [Sutcliffe] gostou muito, muito. Ele foi o primeiro que realmente teve coragem de tirar o Brylcreem do cabelo e me pediu para cortar o cabelo dele. Pete [Best] tem cabelo muito cacheado e não dava certo."   Depois de sofrer desmaios e dores de cabeça intensas, Sutcliffe foi levado para um hospital em 10 de abril de 1962 — Kirchherr foi com ele na ambulância — mas morreu antes que a ambulância chegasse ao hospital.  Três dias depois, Kirchherr encontrou os Beatles no aeroporto de Hamburgo e disse-lhes que Sutcliffe havia morrido de uma hemorragia cerebral. 
Em 1966, Voormann foi convidado por Lennon para projetar a capa do álbum Revolver, dos Beatles, e também tocou baixo em gravações solo de Lennon, McCartney, Harrison e Starr. Em 1995, Voormann projetou a arte para os conjuntos de CDs de três volumes da série The Beatles Anthology. Em 1999, Kirchherr publicou um livro chamado Hamburg Days (uma edição limitada de dois volumes) contendo um conjunto de fotografias de Kirchherr e "desenhos de memória" de Voormann da época dos Beatles em Hamburgo. 

## Anos posteriores

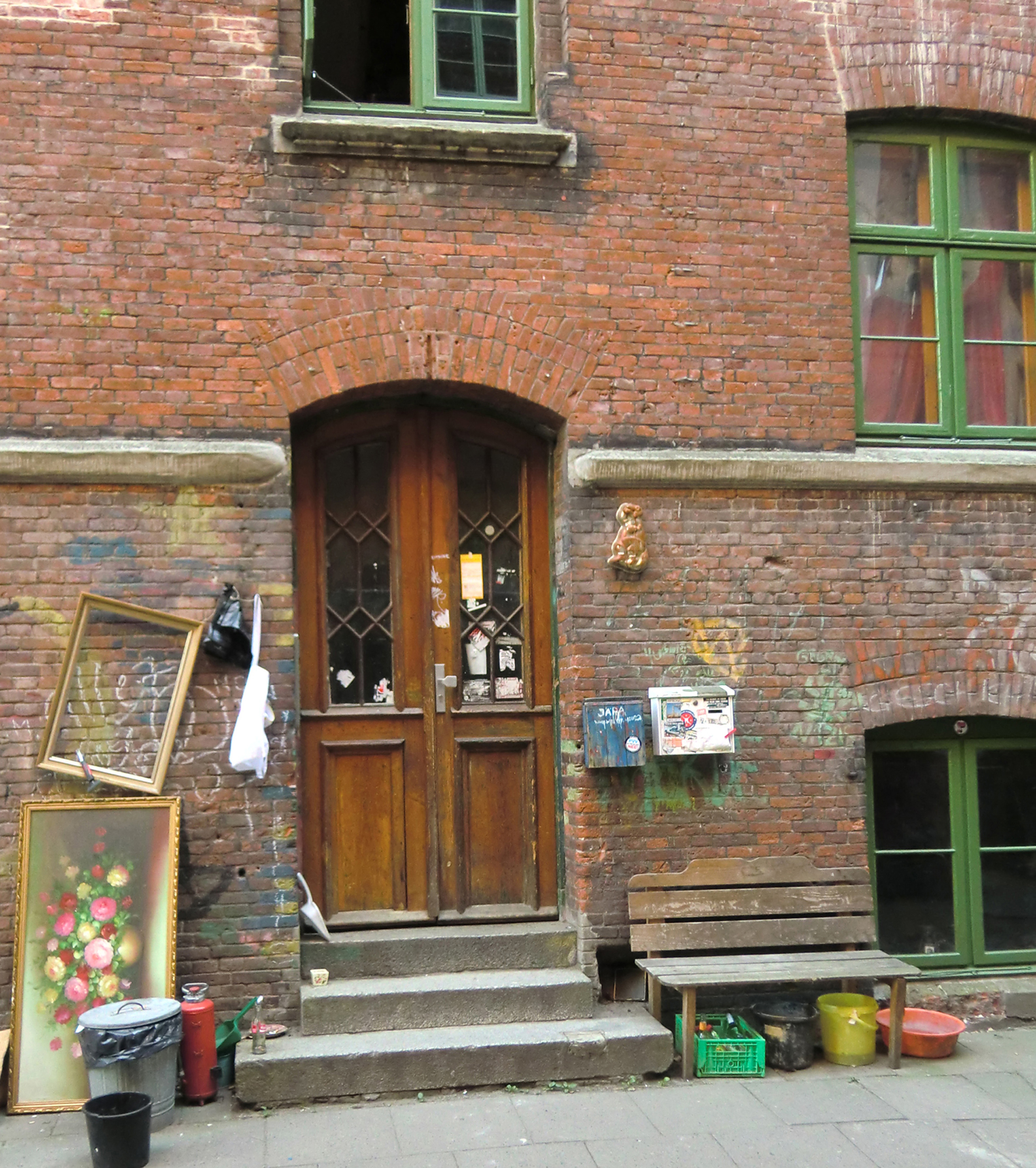
A porta da Jäger-Passage, Wohlwillstraße 22, como ela se apresenta hoje

Os Beatles retornaram a Hamburgo em junho de 1966, hospedando-se no castelo de Tremsbüttel (Schlosstraße 10), e fizeram dois shows no Ernst-Merck-Halle em 26 e 27 de junho.  Lennon disse mais tarde: "Posso ter nascido em Liverpool, mas cresci em Hamburgo". 

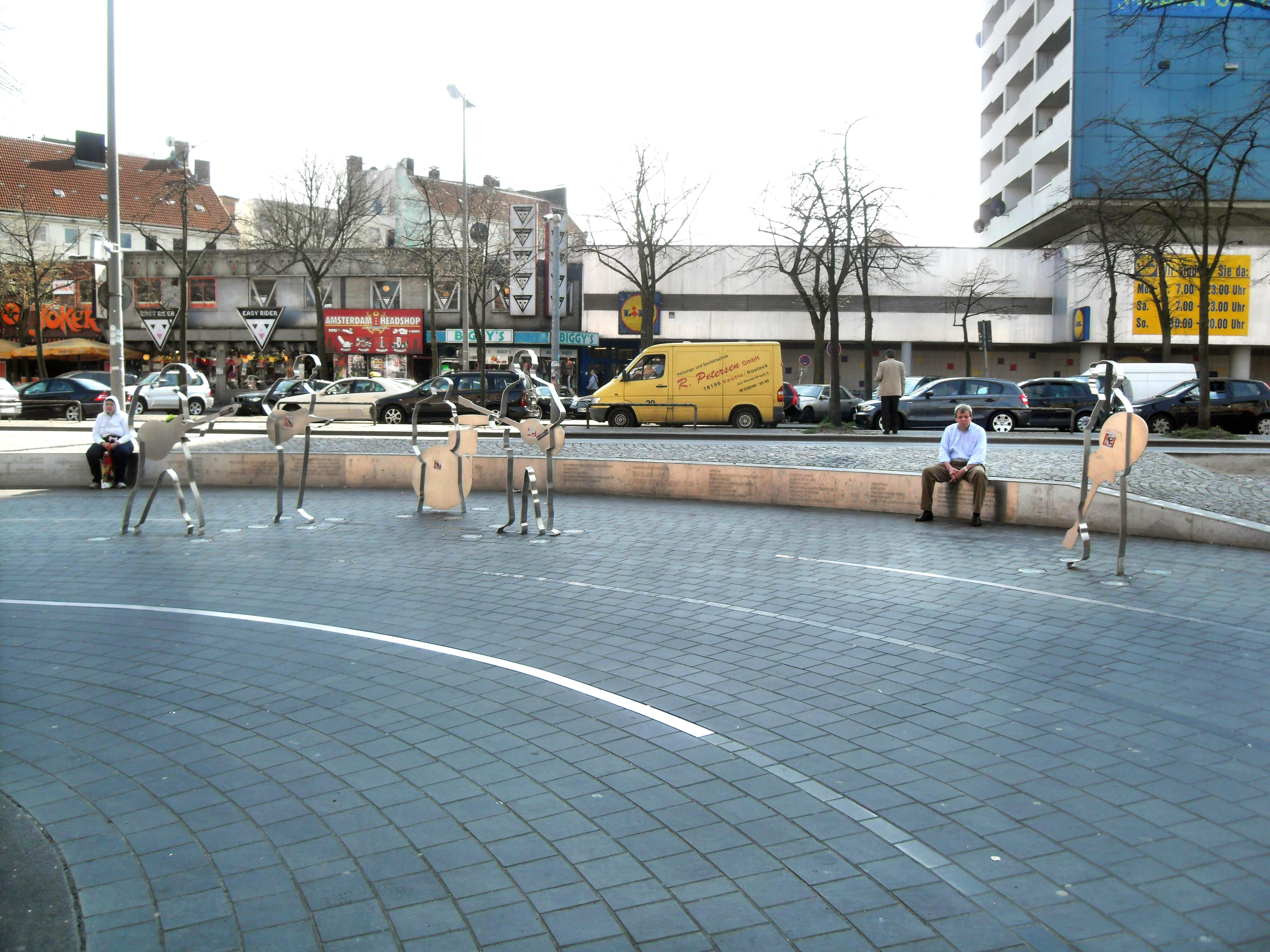
Cinco silhuetas na Beatles-Platz em homenagem a Lennon, McCartney, Harrison e Sutcliffe. O baterista pode ser Starr ou Best.

Lennon posou em frente à porta do Jäger-Passage na Wohlwillstraße 22 para uma fotografia que mais tarde foi usada nas capas dos álbuns Rock 'n' Roll e Rock 'n' Roll Sessions. A foto foi tirada por Jürgen Vollmer, durante o período em que os Beatles estavam tocando no clube Top Ten.  Beatles individuais comentaram mais tarde sobre suas memórias de Hamburgo, com Lennon refletindo: "Nós sobrevivemos ao palco de Hamburgo e queríamos acabar com isso. Nós odiamos voltar para Hamburgo nas duas últimas vezes. Nós tivemos aquela cena. Brian [Epstein] nos fez voltar para cumprir o contrato". Harrison tinha memórias positivas do período: "Eu diria que, em retrospecto, Hamburgo beirava o melhor dos tempos dos Beatles. Não tínhamos luxo, não tínhamos banheiros nem roupas, éramos bem sujos, não podíamos pagar nada, mas, por outro lado, ainda não éramos famosos, então não tínhamos que lidar com a besteira que vem com a fama." McCartney era filosófico: "Hamburgo foi certamente uma ótima memória de infância. Mas acho que todas as coisas são aprimoradas pelo tempo. Foi muito emocionante, embora eu ache que pareceu melhor para mim um pouco mais tarde em nossa carreira, quando começamos a ter um pouco de sucesso com os discos." 
Uma praça memorial, Beatles-Platz, foi construída em Hamburgo em 2008 no encontro das ruas Reeperbahn e Große Freiheit, contendo cinco esculturas de aço inoxidável dos Beatles.  Os custos de construção totalizaram € 550.000 (US$ 776.000), dos quais € 200.000 foram fornecidos por patrocinadores e doadores. A ideia de criar um memorial aos Beatles foi iniciada em 2001 pela estação de rádio Oldie 95 de Hamburgo. O prefeito de Hamburgo, Ole von Beust, disse na abertura: "Já era hora de Hamburgo homenagear este grande grupo". A praça, quando iluminada, assemelha-se a uma plataforma giratória.  Como os membros da banda são mostrados apenas em contornos, a figura do baterista pode ser Best ou Starr.